# Trachylepis punctatissima
Trachylepis punctatissima е вид влечуго от семейство Сцинкови (Scincidae). Видът не е застрашен от изчезване.

## Разпространение и местообитание
Разпространен е в Ботсвана, Замбия, Зимбабве, Лесото, Малави, Свазиленд и Южна Африка.
Обитава скалисти райони, планини, възвишения, ливади, храсталаци, савани и плата.

## Описание
Популацията на вида е стабилна.